# Lijst van Nederlandse busmerken
Hieronder volgt een lijst van Nederlandse autobusmerken.

## Nog actief
- VDL Bus & Coach - merknaam kortweg VDL.
- Ebusco

## Verdwenen namen
Deze namen zijn allemaal opgegaan in VDL Bus & Coach
- Berkhof, Berkhof Valkenswaard, VDL Berkhof Valkenswaard (nu: VDL Bus Modules)
- Hainje, Berkhof Heerenveen, VDL Berkhof Heerenveen (nu: VDL Bus Heerenveen)
- Bova, VDL Bova (nu: VDL Bus Valkenswaard)
- Kusters, VDL Kusters (nu: VDL Bus Venlo)

## Niet meer actief als busbouwer
- APTS
- A.S.
- Beers
- Bij 't Vuur
- Den Oudsten
- Domburg
- Marum
- Groenewold
- Hoogeveen
- Hillens
- König
- Kromhout
- Medema
- Pennock
- Van Rooijen
- Roset
- Smit Joure
- Smit Appingedam
- Verheul
- Werkspoor
- ZABO